# Hyalurga horologica
Hyalurga horologica là một loài bướm đêm thuộc phân họ Arctiinae, họ Erebidae.